# Вишняцкий, Леонид Борисович
Леони́д Бори́сович Вишня́цкий (родился в 1960 году) — советский и российский археолог, доктор исторических наук, старший научный сотрудник отдела археологии палеолита Института истории материальной культуры РАН.

## Биография
В 1983 году окончил исторический факультет Ленинградского университета, кафедру археологии. В том же году поступил в аспирантуру Ленинградского отделения Института археологии Академии наук СССР (ЛОИА). В 1987 году защитил кандидатскую диссертацию на тему «Палеолит Туркмении», остался работать в институте на должности ведущего научного сотрудника. В 1991 году Институт археологии АН СССР был переименован в Институт археологии РАН, а на базе Ленинградского Отделения (ЛОИА) был создан отдельный Институт истории материальной культуры РАН.
Проводил раскопки и разведки памятников каменного века Сибири, Средней Азии и Русской равнины.
Специалист по палеолиту Средней Азии, Казахстана, Ближнего и Среднего Востока, антропогенезу, происхождению верхнего палеолита, теоретических аспектов палеолитологии. Автор более 100 публикаций по археологии и эволюции человека. Область научных интересов: палеолит, антропогенез, теоретические аспекты палеолитоведения.
C 2001 года — главный редактор издания «Российский археологический ежегодник».
В 2006 году защитил докторскую диссертацию на тему «Культурная динамика в середине позднего плейстоцена и переход к верхнему палеолита»
С 2006 года — член учёного совета ИИМК РАН, член диссертационного совета ИИМК РАН, ответственный редактор палеолитических номеров журнала «Stratum plus».

## Труды
Является автором 12 научных и научно-популярных книг (5 из них в соавторстве) и более 100 статей. Ниже в прямом хронологическом порядке приведён список основных публикаций учёного, в том числе докторская диссертация и её автореферат.
- Вишняцкий Л. Палеолит Средней Азии и Казахстана. — СПб.: Европейский дом, 1996. — 213 с.
- Вишняцкий Л. Человек в лабиринте эволюции. — М.: Весь Мир, 2004. — 156 с. — (Тема). — ISBN 577770270-8.
- Шер Я. А., Вишняцкий Л. Б., Бледнова Н. С. Происхождение знакового поведения. — М.: Научный мир, 2004. — 296 с. — ISBN 5-89176-251-X.
- Вишняцкий Л. Б. Введение в преисторию. Проблемы антропогенеза и становления культуры: Курс лекций. — Изд. 2-е, испр. и доп. — Кишинев: Высшая антропологическая школа, 2005. — 396 с. — ISBN 9975-9607-6-6.
- Вишняцкий Л. История одной случайности, или Происхождение человека. — Фрязино: Век 2, 2005. — 240 с. — (Наука для всех). — 2500 экз. — ISBN 5-85099-154-9.
- Вишняцкий Л. Б. Культурная динамика в середине позднего плейстоцена и переход к верхнему палеолиту : диссертация ... доктора исторических наук : 07.00.06. — Санкт-Петербург, 2006. — 359 с.
  - Вишняцкий Л. Б. Культурная динамика в середине позднего плейстоцена и переход к верхнему палеолиту : автореферат дис. ... доктора исторических наук : 07.00.06. — Санкт-Петербург, 2006. — 36 с.
- Аникович М. В., Анисюткин Н. К., Вишняцкий Л. Б. Узловые проблемы перехода к верхнему палеолиту в Евразии. — СПб.: Нестор-История, 2007. — 336 с. — (Труды Костенковско-Боршевской археологической экспедиции ИИМК РАН. Вып. 5). — ISBN 978-5-9818-7229-7.
- Вишняцкий Л. Б. Культурная динамика в середине позднего плейстоцена и причины верхнепалеолитической революции. — СПб.: Издательство СПбГУ, 2008. — 251 с. — ISBN 978-5-288-04511-0.
- Вишняцкий Л. Б. Неандертальцы. История несостоявшегося человечества. — СПб.: Нестор-История, 2010. — 312 с. — ISBN 978598176141.